# Sølystgade
Sølystgade i Aarhus er anlagt og navngivet i 1877 efter gården "Sølyst" som købmand, konsul Peter Herskind i 1860 lod opføre oppe på bakken ovenfor byen. Den vestlige del af gaden fra Sjællandsgade til Ny Munkegade blev anlagt i 1890.
Sølystgade 30 har huset Bagernes Rugbrødsfabrik.